# Centralafrikanska republikens herrlandslag i basket
Centralafrikanska republikens herrlandslag i basket (franska: Équipe de République centrafricaine de basket-ball) representerar Centralafrikanska republiken i basket på herrsidan. Laget blev afrikanska mästare 1974. och 1987. samt tog brons 1968.

### Fotnoter
1. ↑  ”Men Basketball Africa Championship 1974 Bangui (RCA) - 04-15.04 Winner Centr.Africa” (på engelska). Sport Statistics. 19 mars 1974. Arkiverad från originalet den 16 april 2015. https://web.archive.org/web/20150416195709/http://www.todor66.com/basketball/Africa/Men_1974.html. Läst 29 juni 2015.
2. ↑  ”Men Basketball Africa Championship 1987 Tunis (TUN) - 17-27.12 Winner Centr.Africa” (på engelska). Sport Statistics. 19 mars 1987. Arkiverad från originalet den 16 april 2015. https://web.archive.org/web/20150416200415/http://www.todor66.com/basketball/Africa/Men_1987.html. Läst 29 juni 2015.
3. ↑  ”Men Basketball Africa Championship 1968 Casablanca (MOR) - 29.03-06.04 Winner Sengal” (på engelska). Sport Statistics. 19 mars 1968. Arkiverad från originalet den 16 april 2015. https://web.archive.org/web/20150416213238/http://www.todor66.com/basketball/Africa/Men_1968.html. Läst 29 juni 2015.